# Нерская
Не́рская — река в восточной части Московской области России, левый приток Москвы-реки, в которую впадает в 43 км от устья около деревни Маришкино Воскресенского района.
Исток реки расположен к северо-западу от д. Савинская Орехово-Зуевского района. В верховьях протекает по болотистым местам, частично спрямлена каналом. В низовьях протекает по сырой левобережной москворецкой пойме, к югу от Казанской железной дороги также спрямлена каналом. Пересекает Казанскую железную дорогу между станцией Куровской и платформой Подосинки, Рязанское направление МЖД между станциями Виноградово и Конобеево, автодороги А108 в Куровском и Р105 в районе Соболево.

## Этимология
Этимология названия, возможно, восходит к древнему озерно-речному термину нер-, от того же корня называется река Нерль.
В духовных грамотах Ивана Калиты упоминается как река Мерьская.

## Описание

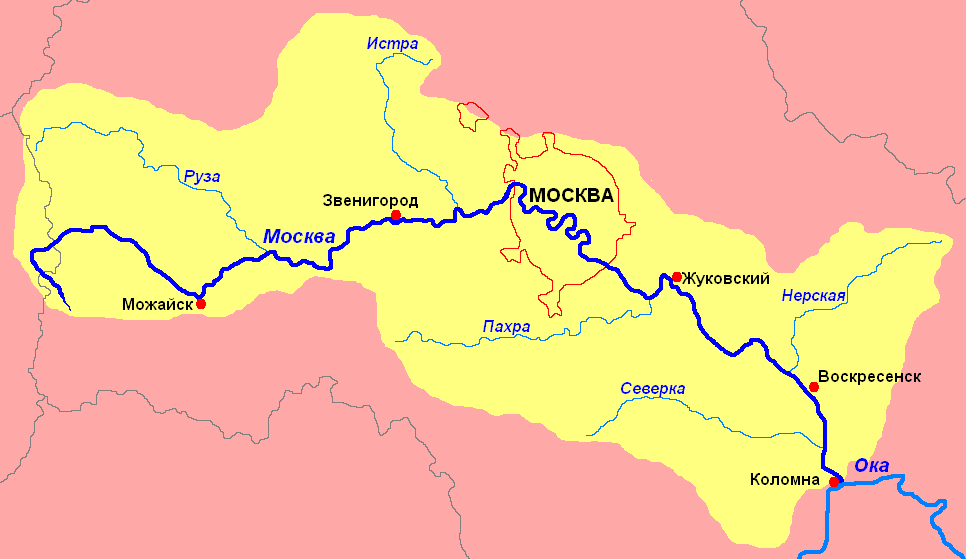
Бассейн реки Москвы

На реке расположены город Куровское и рабочий посёлок имени Цюрупы.
Длина реки — 92 км, площадь водосборного бассейна — 1510 км². Средний уклон 0,198 м/км. Среднегодовой расход воды — 8,30 м³/с. Русло слабо извилистое, преобладают глубины 0,6—3,6 м, подъём воды в весеннее половодье до 10—13 метров, ширина разлива до 5 километров.
Протекает через несколько озёр и искусственных водоёмов. Основные расположены возле деревни Тереньково, в г. Куровское (57 км от устья), между Куровским и Анциферовом. Водосбор и пойма (в среднем и нижнем течении) богаты небольшими озёрами. В том числе Давыдовские озёра.
Представляет интерес для краткосрочных походов на байдарках (на выходных днях). Красивая природа, грибные места, удобные места для палаточных городков, удобный подъезд на личном автотранспорте в любое время года (песчаные почвы).
По данным Государственного водного реестра России, относится к Окскому бассейновому округу. Речной бассейн — Ока, речной подбассейн — бассейны притоков Оки до впадения Мокши, водохозяйственный участок — Москва от водомерного поста в деревне Заозерье до города Коломны.
Код объекта в государственном водном реестре — 09010101812110000024270.
Притоки
(расстояние от устья)
- 0,7 км: река Сушенка (лв)
- 26 км: река Сеченка (пр)
- 40 км: река Гуслица (лв)
- 51 км: река Суржица (пр)
- 61 км: река Вольная (лв)
- 67 км: река Понорь (пр)